# Deuterocohnia gableana
Deuterocohnia gableana är en gräsväxtart som beskrevs av Roberto Vásquez och Pierre Leonhard Ibisch. Deuterocohnia gableana ingår i släktet Deuterocohnia och familjen Bromeliaceae.
Artens utbredningsområde är Bolivia. Inga underarter finns listade i Catalogue of Life.